# Lijst van rivieren in Kenia

Kaart van Kenia.

Dit is een lijst van rivieren in Kenia. De rivieren in deze lijst zijn geordend naar drainagebekken en de opeenvolgende zijrivieren zijn ingesprongen weergegeven onder de naam van elke hoofdrivier.

## Middellandse Zee

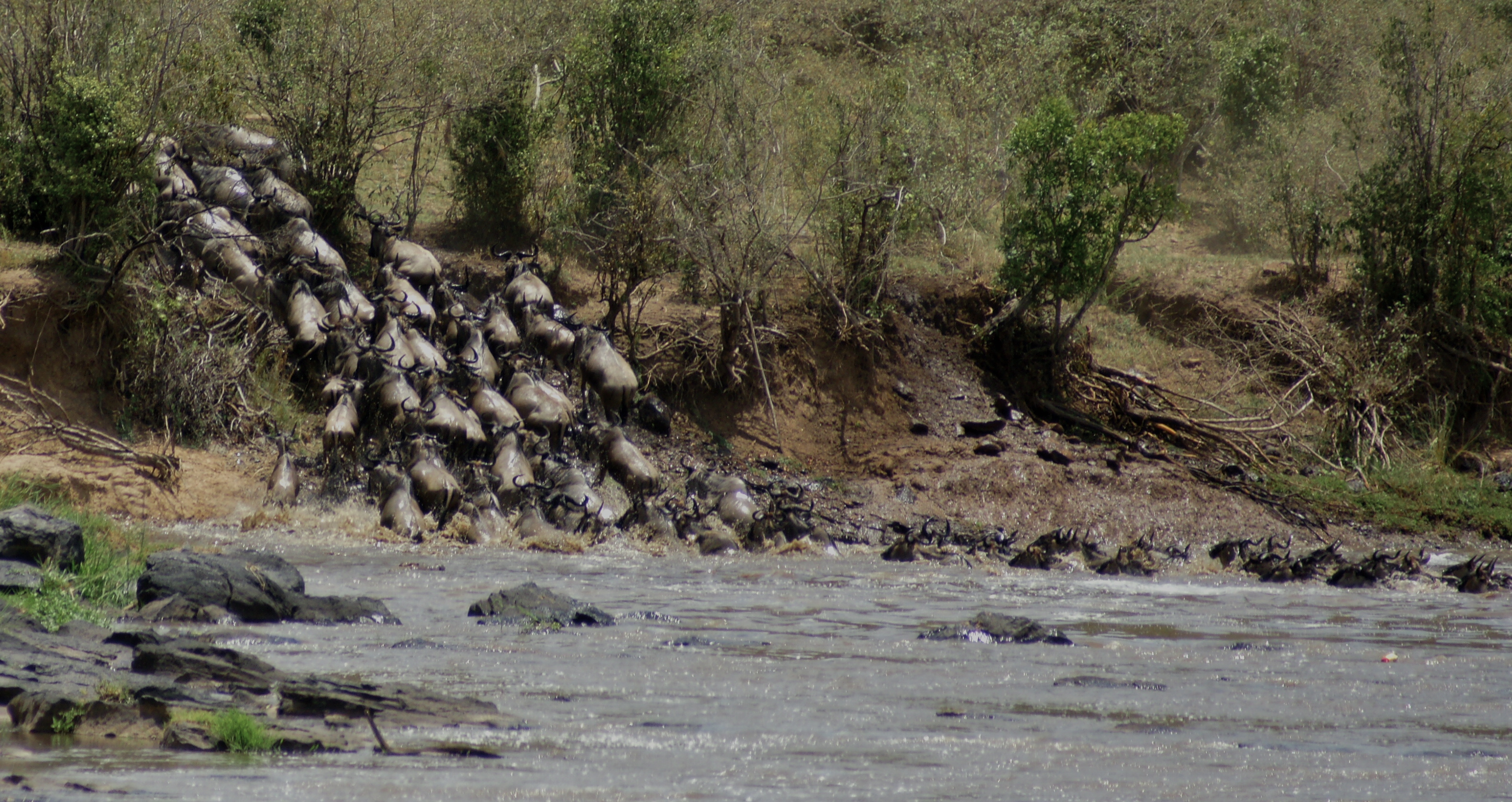
Gnoes steken de Mara over.

- Nijl
  - Witte Nijl
    - Victorianijl (Oeganda)
      - Victoriameer
        - Nzoia
        - Yala
        - Nyando
        - Sondu (Miriu)
        - Awach
          - Itare

        - Kitare (Zuid-Awach)
        - Gucha (Kuja)
          - Migori
          - Riana
          - Mogonga

        - Mara

## Turkanameer
- Suguta
- Kerio
- Lokichar (Lomenyangaparat)
- Turkwel
  - Suam

## Baringomeer
- Olarabel (Ngusero)
- Molo
  - Perkerra
- Njoro

## Naivashameer
- Gilgil
- Malewa
  - Turasha (Kija)

## Natronmeer
- Zuid-Ewaso Ng'iro
  - Seyabei

## Indische Oceaan

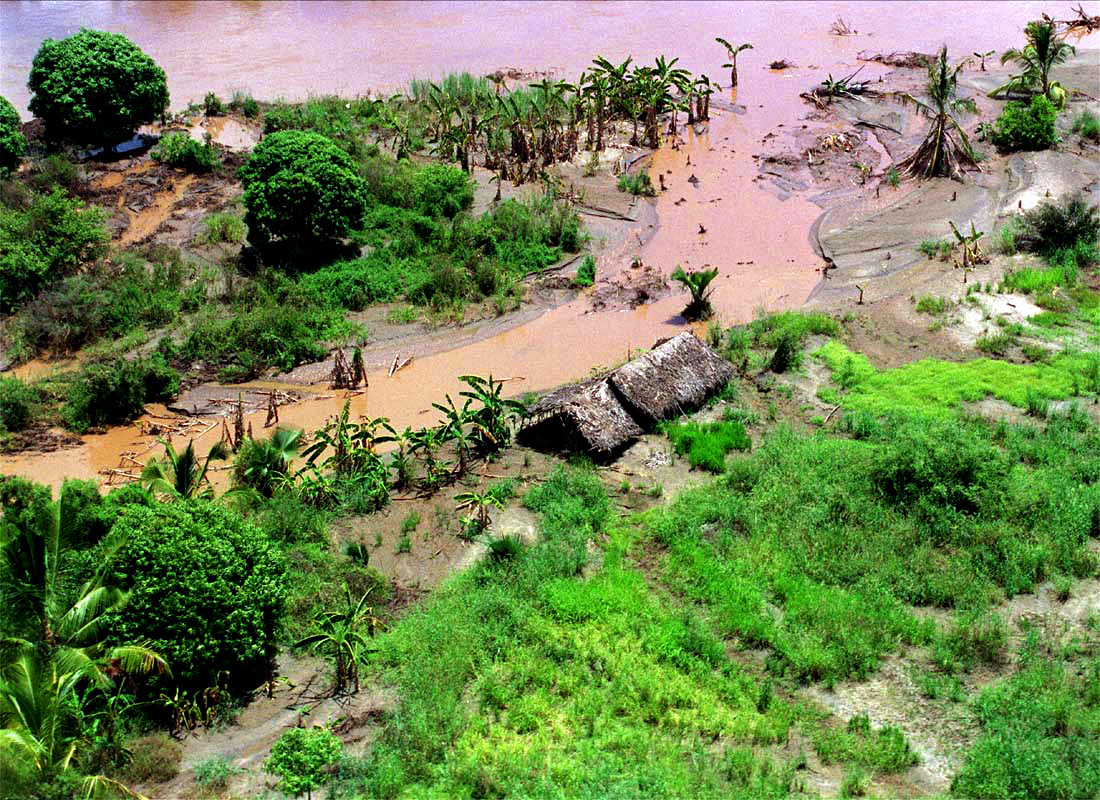
Overstroming van de Tana in 1998.

- Jubba (Somalië)
  - Lagh Dera
    - Lak Bor
      - Lagh Kutulo

    - Lagh Bogal
    - Ewaso Ng'iro
      - Isiolo
      - Naro Moru

    - Milgis

  - Dawa
- Tana
  - Kathita
  - Mutonga
  - Thiba
  - Thika
    - Kiama

  - Ragati
  - Kururu
  - Muhuhi
- Galana
  - Athi
    - Mbagathi
    - Ruiru
    - Nairobi

  - Tsavo
- Tudor Creek
- Voi (Goshi)
- Umba
- Pangani (Tanzania)
  - Jipe Ruvu
    - Lumi